# Dysmathosoma lucidus
Dysmathosoma lucidus là một loài bọ cánh cứng trong họ Cerambycidae.